# William Sadler
William Thomas Sadler (* 13. dubna 1950 Buffalo, New York) je americký herec.
Začínal jako divadelní herec. Mezi jeho filmy patří Smrtonosná past 2, Vykoupení z věznice Shawshank, Neskutečná cesta Billa a Teda, Povídky ze záhrobí: Rytíř Démon. Hrál také v televizních seriálech jako Roswell, Wonderfalls. V epizodních rolích se objevil třeba v seriálech Kriminálka Las Vegas, Roseanne, Zákon a pořádek: Zločinné úmysly nebo Star Trek: Stanice Deep Space Nine.

## Filmografie
| Rok       | Film/seriál                          | Role                                             | Poznámky  |
| --------- | ------------------------------------ | ------------------------------------------------ | --------- |
| 1978      | The Great Wallendas                  | Dieter Schmidt                                   |           |
| 1981      | Charlie and the Great Balloon Chase  | Joey                                             |           |
| 1981      | Nurse                                | Dr. George Bradford                              | 1 epizoda |
| 1982      | The Neighborhood                     |                                                  |           |
| 1982      | Hanky Panky                          | Hotel Perk                                       |           |
| 1983      | Newhart                              | host                                             | 1 epizoda |
| 1985      | Assaulted Nuts                       |                                                  |           |
| 1986      | Mimo službu                          | Dickson                                          |           |
| 1986      | The Equalizer                        | Rick Dillon                                      | 1 epizoda |
| 1987      | Projekt X                            | Dr. Carroll                                      |           |
| 1987      | Četa v akci                          | major Rigby                                      | 1 epizoda |
| 1987–1988 | Private Eye                          | Charlie Fontana                                  | 7 epizod  |
| 1988      | In the Heat of the Night             | Ritchie Epman                                    | 2 epizody |
| 1988      | St. Elsewhere                        |                                                  | 1 epizoda |
| 1988      | Cadets                               | Tom Sturdivant                                   |           |
| 1988–1989 | Dear John                            | Ben                                              | 2 epizody |
| 1989      | Roseanne                             | Dwight                                           | 2 epizody |
| 1989      | Hooperman                            | Lanny Hardin                                     | 1 epizoda |
| 1989      | Unconquered                          |                                                  |           |
| 1989      | Murphy Brown                         | Fitzpatrick                                      | 1 epizoda |
| 1989      | Hard Time on Planet Earth            | Rollman                                          | 1 epizoda |
| 1989      | Gideon Oliver                        | Franklin Finney                                  | 1 epizoda |
| 1989      | K-9, můj přítel se studeným čumákem  | prodavač Don                                     |           |
| 1989–1994 | Příběhy ze záhrobí                   | Niles Talbot                                     | 2 epizody |
| 1990      | Těžko ho zabít                       | senátor Vernon Trent                             |           |
| 1990      | Smrtonosná past 2                    | Stuart                                           |           |
| 1990      | The Face of Fear                     | Anthony Prine                                    |           |
| 1990      | Žhavé místo                          | Frank Sutton                                     |           |
| 1991      | The Last to Go                       | Treat                                            |           |
| 1991      | Tagget                               | Yuri Chelenkoff                                  |           |
| 1991      | Neskutečná cesta Billa a Teda        | Grim Reaper                                      |           |
| 1991      | Opojení                              | Monroe                                           |           |
| 1992      | Lotři                                | Don                                              |           |
| 1992      | Odvážné příběhy                      | pan Rush                                         |           |
| 1993      | Night Driving                        | Eddy                                             |           |
| 1993      | Freaked                              | Dick Brian                                       |           |
| 1993      | Jack Reed: Odznak cti                | Anatole                                          |           |
| 1994      | Bermuda Grace                        | Sam Grace                                        |           |
| 1994      | Rychlá kola                          | Sarge                                            | 1 epizoda |
| 1994      | Vykoupení z věznice Shawshank        | Heywood                                          |           |
| 1995      | Krajní meze                          | Frank Hellner                                    | 1 epizoda |
| 1995      | The Omen                             | Dr. Linus                                        |           |
| 1996      | Povídky ze záhrobí: Upíří nevěstinec | mumie                                            |           |
| 1996      | Solo                                 | Frank Madden                                     |           |
| 1996–1997 | Poltergeist                          | Shamus Bloom                                     | 2 epizody |
| 1997      | Rakeťák                              | 'Wild Bill' Overbeck                             |           |
| 1998      | Léčka                                | Jim Natter                                       |           |
| 1998      | Podezřelé chování                    | Dorian Newberry                                  |           |
| 1998      | Ani mě nehne                         | Quinn                                            |           |
| 1998–1999 | Star Trek: Stanice Deep Space Nine   | Luther Sloan                                     | 3 epizody |
| 1999      | Neviditelná smrt                     | Frank Peterson                                   |           |
| 1999      | Zelená míle                          | Klaus Detterick                                  |           |
| 1999      | Ochrana svědků                       | Sharp                                            |           |
| 1999–2002 | Roswell                              | šerif Jim Valenti                                | 61 epizod |
| 2001      | Skippy                               | Ringo                                            |           |
| 2002      | Another Life                         |                                                  |           |
| 2003      | Ed                                   | Lee Leech                                        | 1 epizoda |
| 2003      | Zákon a pořádek: Zločinné úmysly     | Kyle Devlin                                      | 1 epizoda |
| 2003      | Bitva o Shaker Heights               | Abe                                              |           |
| 2004      | Wonderfalls                          | Darrin Tyler                                     | 14 epizod |
| 2004      | Kinsey                               | Kenneth Braun                                    |           |
| 2004      | JAG                                  | Saul Wainright                                   | 1 epizoda |
| 2005      | Purple Heart                         | Colonel Allen                                    |           |
| 2005      | Třetí hlídka                         | Scotty Murray                                    | 1 epizoda |
| 2005      | Volání mrtvých                       | Travis                                           | 1 epizoda |
| 2005      | Zákon a pořádek: Porota              | Paul Rice                                        | 1 epizoda |
| 2005      | Cesta ke zlu                         | Ivan Reisz                                       |           |
| 2005      | Právo a pořádek                      | Kevin Drucker                                    | 1 epizoda |
| 2005      | Confess                              | Roger Lampert                                    |           |
| 2006      | Unspoken                             | táta                                             |           |
| 2006      | Mr. Gibb                             | Phil Palmer                                      |           |
| 2006      | The Wine Bar                         |                                                  |           |
| 2006      | Kriminálka Las Vegas                 | Red Cooper                                       | 1 epizoda |
| 2006      | Jimmy and Judy                       | strýc Rodney                                     |           |
| 2006      | Premium                              | Cole Carter                                      |           |
| 2006      | Po stopách 11. září                  | Neil Herman                                      |           |
| 2007      | A New Wave                           | Dewitt                                           |           |
| 2007      | Vražedná čísla                       | J. Everett Tuttle                                | 1 epizoda |
| 2007      | The Black Donnellys                  | Munst                                            | 1 epizoda |
| 2007      | Jesse Stone: Sea Change              | Gino Fish                                        |           |
| 2007      | Traveler                             | Carlton Fog                                      | 7 epizod  |
| 2007      | Melodie mého srdce                   | Thomas Novacek                                   |           |
| 2007      | Mlha                                 | Jim                                              |           |
| 2008      | Médium                               | John Edgemont                                    | 1 epizoda |
| 2008      | Oko dravce                           | Jerryho otec                                     |           |
| 2008–2011 | Hranice nemožného                    | doktor Summer                                    | 2 epizody |
| 2009      | Jesse Stone: Thin Ice                | Gino Fish                                        |           |
| 2009      | Stream                               | Dr. Shelby                                       |           |
| 2009      | Hory zalité krví                     | Concannon                                        |           |
| 2009      | Shadowheart                          | Thomas Conners                                   |           |
| 2009      | Myšlenky zločince                    | Ray Finnegan                                     | 1 epizoda |
| 2009      | Last Day of Summer                   | Crolick                                          |           |
| 2009      | Beyond All Boundaries                | Lt. Colonel Lewis B. 'Chesty' Puller             | dabing    |
| 2009–2010 | Three Rivers                         | Michael                                          | 2 epizody |
| 2010      | The Pacific                          | Lieutenant Colonel Lewis 'Chesty' Burwell Puller | 4 epizody |
| 2010      | Nemocnice Mercy                      | Nate Ramsey                                      | 2 epizody |
| 2010      | Jesse Stone: No Remorse              | Gino Fish                                        |           |
| 2010      | Switchback                           | Tom O'Roarke                                     |           |
| 2010–2013 | Havaj 5-0                            | Jack McGarrett / John McGarrett                  | 6 epizod  |
| 2011      | Silent But Deadly                    | John Capper                                      |           |
| 2011      | Red & Blue Marbles                   | John                                             |           |
| 2011      | Open Gate                            | Robert                                           |           |
| 2011      | Šerifové z Texasu                    | William Frost                                    | 2 epizody |
| 2011      | Jesse Stone: Innocents Lost          | Gino Fish                                        |           |
| 2011      | Ve službách FBI                      | Brett Gelles                                     | 1 epizoda |
| 2011      | Lovci zločinců                       | Antonův otec                                     | 1 epizoda |
| 2011      | Restitution                          | George Youngstown                                |           |
| 2012      | Melvin Smarty                        | Bob                                              |           |
| 2012      | Nothing Sacred                       | Chambers                                         |           |
| 2012      | Muž na hraně                         | Valet                                            |           |
| 2012      | V tátově stínu                       | Ray                                              |           |
| 2012      | Dívka na útěku                       | Marty                                            |           |
| 2012      | Future Weather                       | Ed                                               |           |
| 2012      | Jesse Stone: Benefit of the Doubt    | Gino Fish                                        |           |
| 2012      | Greetings from Tim Buckley           | Lee Underwood                                    |           |
| 2012      | Patty Hewes - nebezpečná advokátka   | Helmut Torben                                    | 6 epizod  |
| 2013      | Gilded Lilys                         |                                                  |           |
| 2013      | Riddle                               | Jack Abel                                        |           |
| 2013      | 666 Park Avenue                      | Nate McKenny                                     | 2 epizody |
| 2013      | Iron Man 3                           | prezident Ellis                                  |           |
| 2013      | Onion News Empire                    | Ed Musgrove                                      |           |
| 2013      | Golden Boy                           | Jack Dowdell                                     | 2 epizody |
| 2013      | The Suspect                          | šerif Dixon                                      |           |
| 2013      | Machete zabíjí                       | šerif Doakes                                     |           |